# Sciurus ignitus
Sciurus ignitus är en däggdjursart som först beskrevs av Gray 1867. Den ingår i släktet trädekorrar och familjen ekorrar. IUCN kategoriserar arten globalt som otillräckligt studerad.

## Taxonomi
Inga underarter finns listade i Catalogue of Life, medan Wilson & Reeder (2005) skiljer mellan fem underarter.
Artens taxonomiska ställning är osäker; eventuellt kan den representera ett komplex av flera, närstående arter.

## Beskrivning
Sciurus ignitus är en trädekorre med kort, mjuk päls som vanligen är mörkt olivbrun med svarta och gula fläckar. Hak- och bröstpartierna, och gärna också buk och innerlår, är gråbruna till vitaktiga, bröstpartiet ofta med ett gråspräckligt inslag i den bakre delen. De långa öronen har tydliga, ljusare fläckar. Kroppslängden (inklusive svansen) varierar från 31,5 till 45 cm, och kroppsvikten från 183 till 242 g.

## Utbredning
Denna ekorre förekommer öster om Anderna i nordligaste Argentina, Bolivia, västra Brasilien, östra Peru och Colombia.

## Ekologi
Artens ekologi är dåligt känd. Den förekommer i regnskog från 200 metersnivån till gränsen mellan fuktig och torr, tropisk skog kring 2 700 meter. Ekorren är vanlig i lianbeväxta områden vid flodstränder.